# Cor van der Klugt

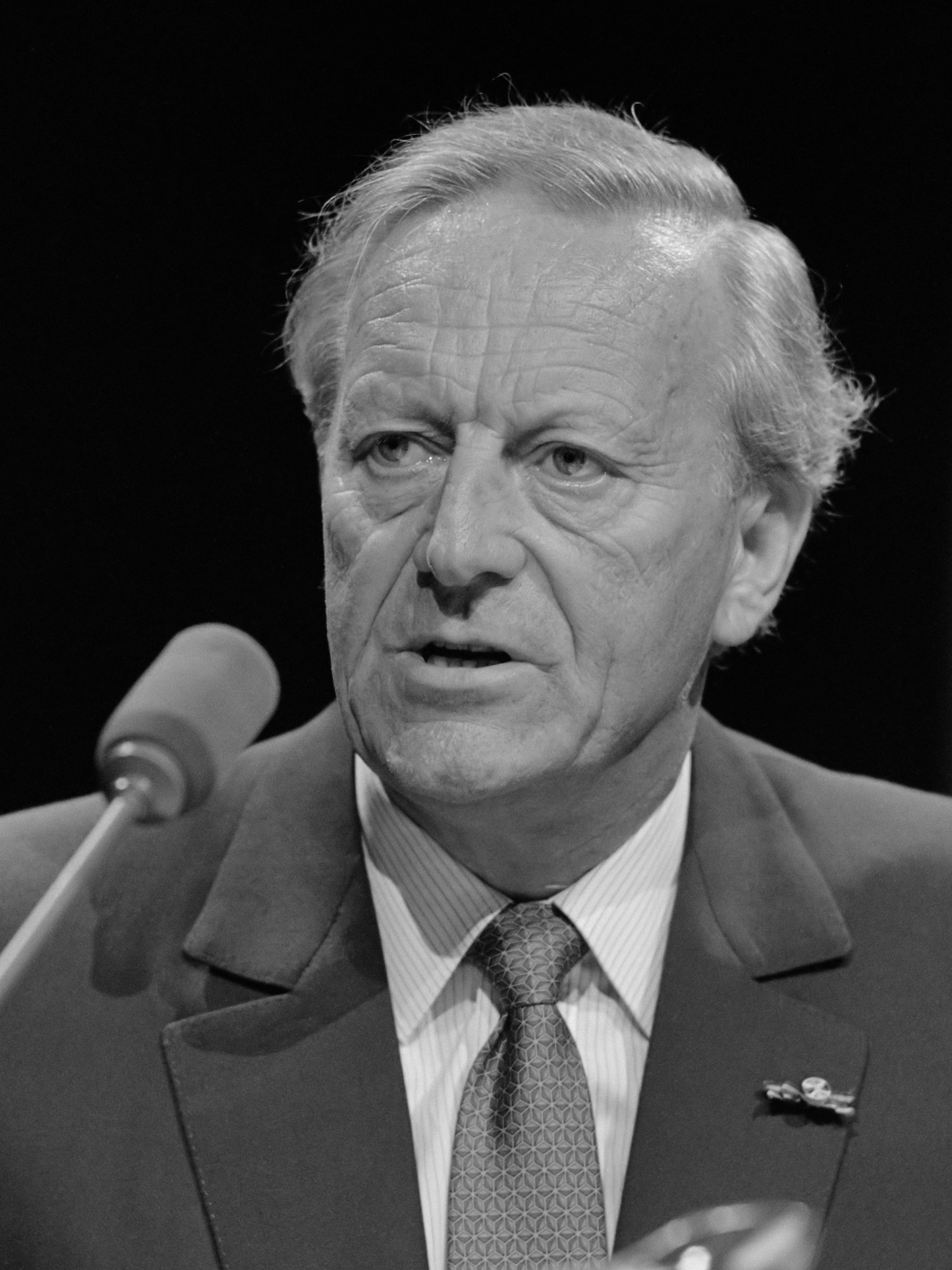
Cor van der Klugt (1989)

Cornelis Johannes (Cor) van der Klugt (Haarlem, 30 maart 1925 – Vosselaar, 6 januari 2012) was van 1986 tot 1990 president-directeur van Philips.

## Biografie
Van der Klugt trad in 1950 in dienst bij Philips, waar hij zijn gehele carrière zou doorbrengen. Een groot deel daarvan bracht hij door in Zuid-Amerika. In 1978 werd hij lid van de raad van bestuur.
Na zijn aantreden in 1986, als opvolger van Wisse Dekker, bracht hij de naar de zin van de hoofddirectie te onafhankelijk opererende Amerikaanse Philips-dochter NAPC weer onder Eindhovense controle.
Door de enorme prijserosie, als gevolg van een goedkope dollar en yen, zag Van der Klugt zich genoodzaakt nogal wat bedrijfsonderdelen te verkopen. NKF (Nederlandse Kabelfabriek) producent van sterkstroom- en telefoonkabels werd naar de beurs gebracht (1987) en de gasfabriek werd verkocht aan Air Liquide (1989). Tevens nam Philips deel aan de Taiwanese joint venture start-up chipfabrikant TSMC, kocht Siemens uit bij de platenmaatschappij Polygram (1987) en startte onder zijn bewind een joint venture met Whirlpool voor het witgoed (1989). In de laatste jaren van zijn bewind verloor hij enigszins de greep op het concern. In 1990 werd hij door president-commissaris Wisse Dekker afgezet na een drastische terugval van de resultaten. Bij dit aftreden speelde een affaire met zijn secretaresse een rol. Hij werd opgevolgd door Jan Timmer.
Van der Klugt stond bekend als een belezen en filosofisch ingesteld mens. Hij was Ridder in de Orde van de Nederlandse Leeuw. Ook kreeg hij een aantal buitenlandse onderscheidingen.
Van der Klugt overleed op 86-jarige leeftijd.
Frederik Philips (1891-1899) · Gerard Philips (1891-1922) · Anton Philips (1922-1939) · Frans Otten (1939-1961) · Frits Philips (1961-1971) · Henk van Riemsdijk (1971-1977) · Nico Rodenburg (1977-1981) · Wisse Dekker (1982-1986) · Cor van der Klugt (1986-1990) · Jan Timmer (1990-1996) · Cor Boonstra (1996-2001) · Gerard Kleisterlee (2001-2011) · Frans van Houten (2011-2022) · Roy Jakobs (2022-heden)
- Gemeinsame Normdatei: 1326977113
- International Standard Name Identifier: 0000 0003 9347 7926
- Library of Congress Control Number: no2018068668
- Nederlandse Thesaurus van Auteursnamen: 072957948
- Virtual International Authority File: 287782000
- WorldCat: E39PBJx4mXgJTTwPhhDqT3hvHC